# Степан Раховцов
Степан Раховцов (блр. Сцяпан Рагаўцоў; Антонава Буда, 29. мај 1986) је белоруски атлетичар. Победник је полумаратонске трке на 23. Београдском маратону, истрчавши трку за 1 сат, 5 минута и 24 секунде.
Белоруски атлетичар, који је најбоље време у каријери остварио 2009. године у Берлину, водио је у данашњој трци од почетка и, како је истакао, главни град Србије му се „јако допао“ па ће и наредних година наступати на Београдском маратону. 